# Avia BH-3
L'Avia BH-3 est un monoplace de chasse tchécoslovaque de l'Entre-deux-guerres. 

## Dérivé du BH-2
Évolution logique des monoplaces de sport BH-1 et BH-2, le premier chasseur dessiné par Pavel Beneš et Miroslav Hajn était un monoplan à aile basse contreventée en bois partiellement entoilé reposant sur un train d'atterrissage classique fixe à essieu. Entrainé par un moteur 6 cylindres à refroidissement liquide BMW IIIa de 185 ch, le prototype prit l’air en juin 1921. Extrêmement maniable et doté d’une grande agilité, l’appareil fut commandé à 10 exemplaires par le Ministère de la Défense Tchécoslovaque, les 5 premiers recevant un BMW IIIa et les 5 suivants un BMW IV de 220 ch construits sous licence par le motoriste Walter. Livrés en 1923 au 1er régiment aérien sous la désignation militaire B.3, ils furent rapidement relégués aux missions d'entraînement en raison du manque de fiabilité des moteurs et retirés en 1927. 

## Deux évolutions

### Avia BH-4
En 1923 une cellule de BH-3 fut renforcée pour recevoir un moteur Hispano-Suiza 8ba de 220 ch. Le capot-moteur subissait au passage quelques modifications, ainsi que l’appui-tête protégeant le pilote en cas de cheval de bois, et les roues du train d’atterrissage étaient agrandies. Désigné initialement B-HS-3, l'Avia BH-4 restait armé de 2 mitrailleuses Vickers de 7,7 mm, mais grimpait deux fois moins vite que le BH-3. Son développement fut donc rapidement abandonné.

### Avia BH-19
Les ingénieurs Pavel Beneš et Miroslav Hajn décidèrent en 1924 de reprendre la formule du BH-3 et de l’adapter au fuselage du BH-17. Il en résulta donc un monoplan à aile basse contreventée à moteur Skoda (Hispano-Suiza) 8Fb. Très rapide, le prototype se révéla aussi difficile à manier et souffrait de vibrations au niveau des ailerons. Il s’écrasa au cours d’un essai de survitesse entre Pocernice et Nehvizd. Le Ministère de la Défense tchécoslovaque ayant annoncé son intention de commander le BH-17 si le constructeur parvenait à résoudre le problème des vibrations, un second prototype fut rapidement construit et testé en vol, mais le Ministère jugea alors les performances du chasseur insuffisantes et exigea que Pavel Beneš et Miroslav Hajn cessent tout développement de chasseur monoplan.